# دامنه‌های سفید
دامنه‌های سفید فیلمی به کارگردانی  و نویسندگی محمدابراهیم معیری ساختهٔ سال ۱۳۹۱ است.

## بازیگران
- محمدهادی دیباجی
- الهام چرخنده
- علی اوسیوند
- مهدی میامی